# Basílica de Santa Sabina
Santa Sabina all'Aventino es una basílica en Roma (Italia), donde se encuentra la sede de la orden dominica. Su cardenal sacerdote se encuentra en Sede Vacante. Santa Sabina se encuentra en la plaza Pietro d'Iliria, 1, en el Aventino, a orillas del río, cerca de los cuarteles generales de los Caballeros de Malta. A pesar de sus múltiples restauraciones, es de los pocos ejemplos que permite comprobar la armonía original de las basílicas paleocristianas: sus elegantes proporciones, la sobriedad de sus mármoles y la apertura de tres ventanas en el ábside, se convierten en características de la arquitectura religiosa paleocristiana a partir del siglo V.

## Historia
Santa Sabina es una basílica temprana, del siglo V. Fue construida por el sacerdote Pedro de Iliria, un cura dálmata, entre 422 y 432, alzada después del saqueo de roma de Alarico I posteriormente fue consagrada al papa Sixto II en el 432. Se alzó en el lugar donde estaba la casa de la matrona romana Sabina, quien fue posteriormente canonizada como santa cristiana. En origen estaba cerca de un templo de Juno.
Fue restaurada más adelante por el papa León II y el papa Eugenio II. En el siglo X, se convirtió en residencia fortificada para las familias nobles de Crescenzi y Savelli
En 1219, la iglesia fue entregada por el papa Honorio III a santo Domingo, para su nueva orden, la Orden de Predicadores, hoy comúnmente llamados dominicos, quién vivió y trabajó aquí agregando el campanario y el claustro.
En 1587, Domenico Fontana bajo el mandato de Sixto V la basílica fue completamente transformada hasta que a principios del siglo XX, Antonio Muñoz eliminó las superestructuras barrocas hasta conseguir de vuelta su imagen basilical paleocristiana.

## Reutilización de materiales
En la Europa medieval, prevalecía un profundo respeto por el legado romano, considerado un modelo cultural y artístico superior. Era una práctica común el uso de piezas romanas en nuevas construcciones, no solo por su mayor calidad artística y de materiales, sino también por la reducción en el coste de producción de nuevas piezas.
En este caso, las veinticuatro columnas, con sus capiteles y basas incluidos, se cree que se tomaron de un edificio del siglo II, elegidos por el resultado armonioso que tendrían.
La decoración original de la nave todavía se presenta en el panel del mosaico de la cara interna de la fachada, incluida la inscripción dedicatoria.

## Descripción

### Interno
En el interior del edificio nos encontramos con tres naves centrales, cuya anchura y altura son mayores que las del exterior y realza la iluminación, arcadas de trece tramos a cada lado de la nave conducen la vista rápidamente desde las puertas de entrada hasta el ábside. Los arcos, dispuestos en estrechos intervalos, pasan ágilmente de cada esmalte. Posee grandes ventanas, de ocho pies romanos de anchura y catorce de altura, con separaciones de 4 pies, forman separación de cuatro pies, forman el cuerpo de luces, una sobre cada “intercolumnio”. Otras tres ventanas se abren en el ábside y cinco en la fachada. Las treinta y cuatro ventanas juntas dejan entrar en la nave un torrente de luz, seguramente filtrada por paneles de mica montados en marco de estuco. Las naves laterales, en cambio, no tienen ventanas y son oscuras, y la comunicación con el nártex y el atrio que lo precede se realiza únicamente a través de puertas. Son veinticuatro columnas hechas por mármol y tienen capiteles y basas de orden corintio, presentando un fuste acanalado que da mayor esbeltez a la columna. El revestimiento de mármol de las enjutas de los arcos muestra un diseño de cálices y patenas. Los frisos de zarcillo pintados en las naves laterales son vigorosos y elegantes, y el esplendor de la decoración original de la nave se muestra todavía en el panel de mosaico que cubre la cara interna de la fachada con su inscripción dedicatoria.

### Externo
La iglesia de Santa Sabina se encuentra en lo alto de la colina del Aventino. Sigue un plan centralizado típico de la Alta Edad Media. En el siglo V, Roma lo utilizó como estándar arquitectónico para las iglesias basilicales y fue promovido vigorosamente. La mayoría de los primeros creyentes eran civiles que utilizaban imágenes artísticas intuitivas como principal medio para promover sus doctrinas. Pintaban murales con diversos temas bíblicos en las cimas de los edificios y en las paredes.
En la entrada de la iglesia destaca el arte italiano de talla en madera del siglo V. Una inscripción azul dedicada a Pedro está tallada sobre la puerta principal y tiene incrustaciones de oro, lo cual es extremadamente exquisito. Hay un pórtico con columnas de mármol (añadido más tarde en el siglo IX) y paredes de ladrillo visto, una característica de la arquitectura romana de ese período.
Uno de sus elementos más llamativos es la puerta de madera tallada, que data del siglo V. La puerta de madera es la original de la iglesia, del 430 al 432 (tallada en ciprés, que es un material duradero). Las dieciocho placas de hierro de la puerta de madera se han conservado hasta el día de hoy, pero sólo una de ellas está grabada con historias bíblicas. La más famosa de estas placas de hierro es la que tiene grabada la imagen de la crucifixión de Cristo, aunque otros paneles han sido objeto de exhaustivos análisis debido a su inusual imaginería. La puerta de madera, es de una talla de gran calidad, equiparable con la de los marfiles. Se conservan casi todos sus paneles, y están tallados en pares, tautológicamente, pues a cada escena del Antiguo Testamento le corresponde otra similar del Nuevo, creando una simetría. Aparecen temas ambos testamento, pero no hay rastro de la Pasión, y es la primera vez que aparece el tema de la crucifixión, que responde a la herejía cristológica del monofisismo, que niega la humanidad de Cristo, diciendo que sólo es hombre en apariencia; la crucifixión es la respuesta iconográfica, mostrando su humanidad.
Además, estas planchas de hierro son materiales importantes para el estudio de la iconografía cristiana. También se conserva un poema en hexámetro latino sobre la puerta de la iglesia. Hay escenas características, entre ellas la Crucifixión de Jesucristo, su ascensión, etc. (Una de las primeras representaciones de la Pasión de Cristo, un tema poco común en el arte cristiano primitivo).

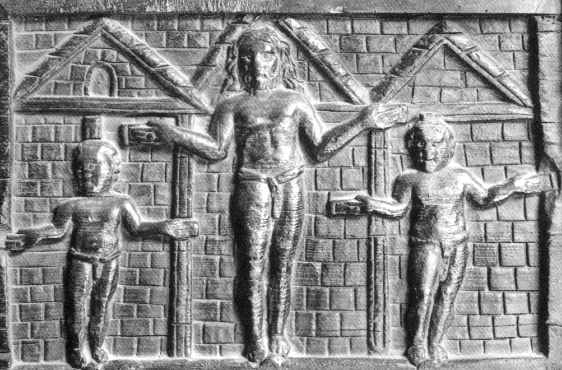
Representación de la Crucifixión en la puerta de madera de Santa Sabina. Probablemente es la representación más antigua que se ha conservado de la Crucifixión de Cristo. En ella la madera de la cruz está representada sólo de modo alusivo. Cristo aparece con los brazos extendidos a derecha e izquierda del cuerpo, un gesto de vencedor que fue prefigurado por Moisés durante la victoria sobre los amalecitas, según relata el libro del Exodo. Como ha señalado Paul Veyne, en el cristianismo primitivo «la Cruz era símbolo no de suplicio, sino de victoria, tropaeum Passionis, triumphalem crucem [‘la cruz triunfal, ese trofeo de la Pasión’, Prudencio]. No se tenía continuamente ante los ojos la Pasión y la muerte de Cristo. No era la víctima expiatoria, el sacrificio del Crucificado en el Calvario lo que provocaba conversiones, sino el triunfo del Resucitado sobre la muerte».

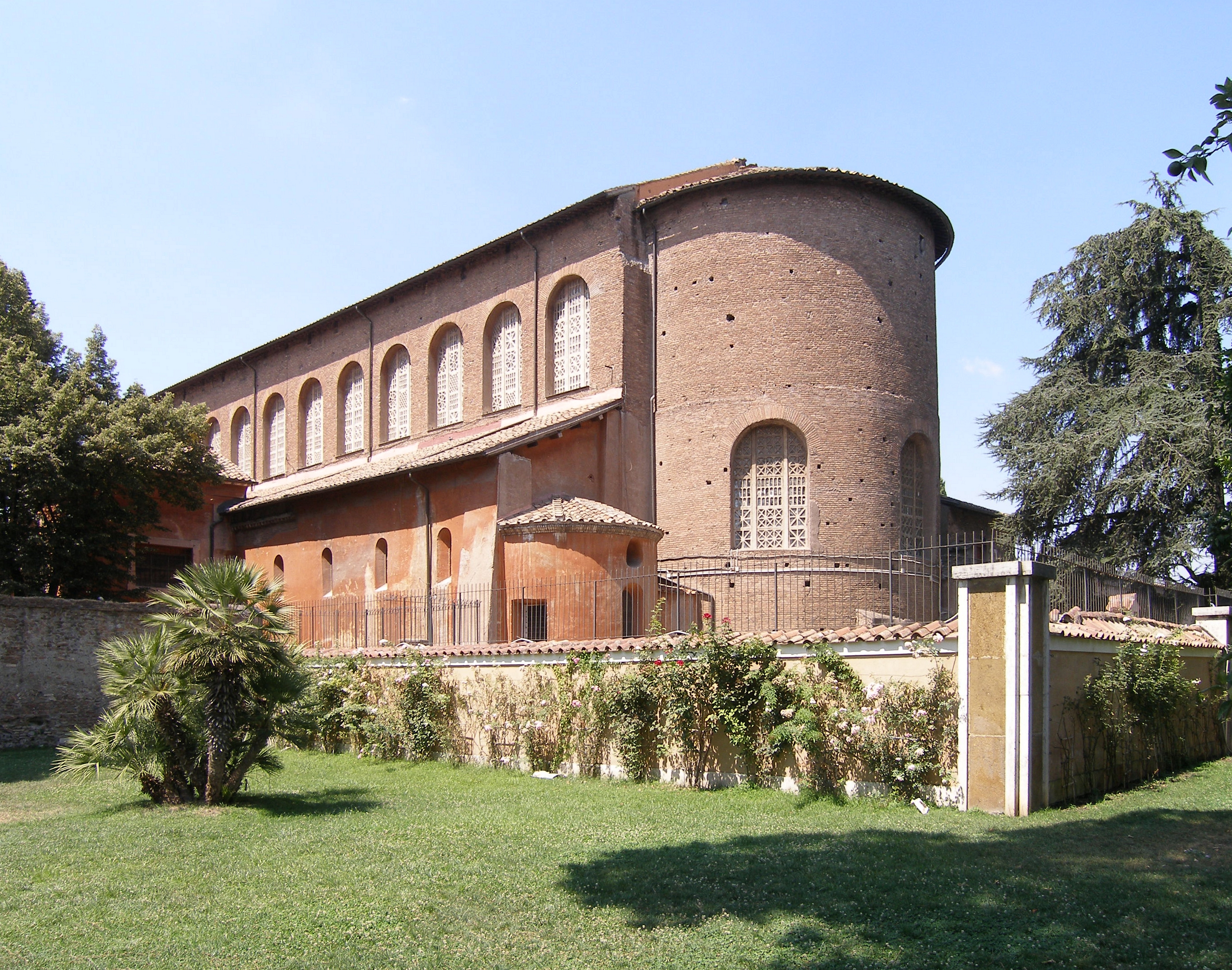
Exterior de la basílica de Santa Sabina

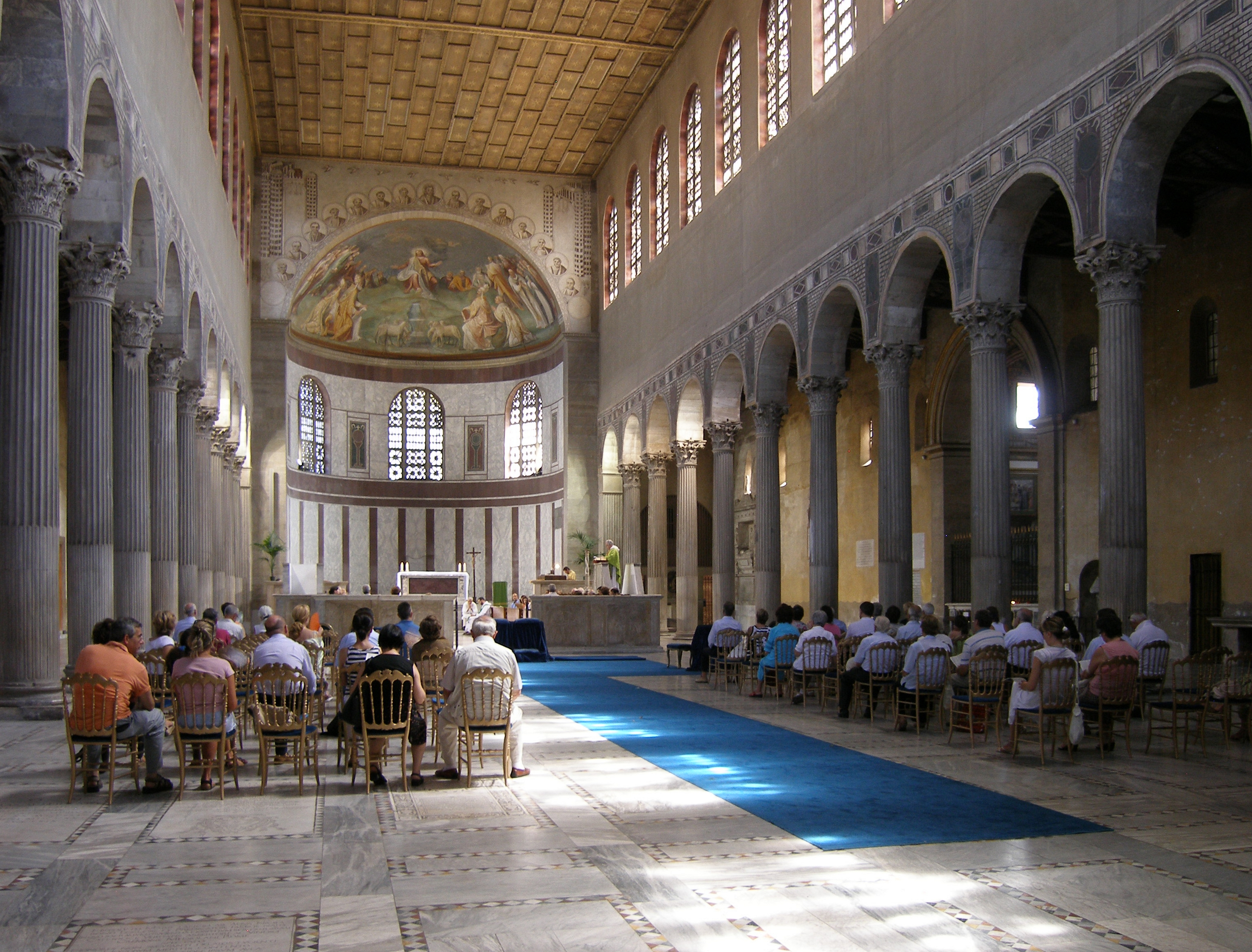
Interior de la basílica de Santa Sabina.

Otras basílicas importantes del siglo IV son: Basílica de San Juan de Letrán, Basílica de Santa María la Mayor, Basílica de San Pablo Extramuros y Basílica de San Pedro del Vaticano (329).

## Actualidad
Durante el siglo XX, la basílica pasó por una serie de restauraciones para recuperar, en definitiva, su estructura original paleocristiana. Para ello, tuvieron que sustraer los elementos que se fueron añadiendo con el paso del tiempo, dejando solamente la composición que se ha descrito.
Asimismo, hoy día la basílica se utiliza como iglesia dominica y en ella se realiza la liturgia eucarística, laudes y vísperas. Además, en el recinto de Santa Sabina conviven frailes y monjas dominicas en el convento. Del mismo modo, en ella se celebra el Miércoles de Ceniza, presidida por el Papa, siendo de las statio. El Papa, como obispo de la ciudad de Roma, desde tiempos inmemoriales celebra en Cuaresma una serie de procesiones penitenciales entre las iglesias de la ciudad. Cada una de estas iglesias se denomina statio. Destacan, entre los participantes de la procesión, los monaguillos, quienes encabezan la procesión desde San Anselmo, abadía benedictina, hasta la Basílica de Santa Sabina el Miércoles de Ceniza.
Cada día de la Cuaresma y de la Octava de Pascua se celebra en una statio distinta, dado que se va en procesión hasta la siguiente para conmemorar la Eucaristía que corresponde.
La statio correspondiente al primer día de la Cuaresma, Miércoles de Ceniza (día que, aunque no de precepto, es de gran importancia la designación de este templo para este día) es la de Santa Sabina in monte Aventino, en la que el sumo pontífice celebra la liturgia ante los cardenales, presbíteros de la diócesis, monjes y al pueblo fiel, precedida de una procesión penitencial con el canto de las Letanías de los Santos que se inicia desde la vecina abadía de San Anselmo ya mencionada.
Del mismo modo, el Jueves Santo el statio es en San Juan de Letrán y la noche de Pascua es en San Pedro del Vaticano. Cada año, en estos días de gran importancia, como el Miércoles de Ceniza o la Semana Santa, se transmiten en televisión estas celebraciones presididas por el santo Padre. De ahí proviene la designación como misa estacional a la liturgia solemne presidida por el obispo diocesano o por el romano pontífice.
Cabe mencionar que la basílica está presidida por un rector, el cual se hace cargo de la conservación del patrimonio religioso y el culto de la misma. Desde hace poco, su Rector y también vicario general es el fray Carlyle Fortune, de la Orden de Predicadores de los dominicos en Roma (Ordo Praedicatorum).